# Danh sách tiểu hành tinh: 26701–26800
| Tên                | Tên đầu tiên | Ngày phát hiện       | Nơi phát hiện | Người phát hiện                                        |
| ------------------ | ------------ | -------------------- | ------------- | ------------------------------------------------------ |
| 26701 -            | 2001 FH134   | 20 tháng 3 năm 2001  | Haleakala     | NEAT                                                   |
| 26702 -            | 2001 FK143   | 23 tháng 3 năm 2001  | Anderson Mesa | LONEOS                                                 |
| 26703 -            | 2001 FB144   | 23 tháng 3 năm 2001  | Anderson Mesa | LONEOS                                                 |
| 26704 -            | 2001 FW144   | 23 tháng 3 năm 2001  | Kitt Peak     | Spacewatch                                             |
| 26705 -            | 2001 FL145   | 24 tháng 3 năm 2001  | Anderson Mesa | LONEOS                                                 |
| 26706 -            | 2001 FA154   | 26 tháng 3 năm 2001  | Kitt Peak     | Spacewatch                                             |
| 26707 Navrazhnykh  | 2001 FP155   | 26 tháng 3 năm 2001  | Socorro       | LINEAR                                                 |
| 26708 -            | 2001 FG158   | 27 tháng 3 năm 2001  | Haleakala     | NEAT                                                   |
| 26709 -            | 2001 FX158   | 28 tháng 3 năm 2001  | Socorro       | LINEAR                                                 |
| 26710 -            | 2001 FY158   | 28 tháng 3 năm 2001  | Socorro       | LINEAR                                                 |
| 26711 Rebekahbau   | 2001 FQ170   | 24 tháng 3 năm 2001  | Socorro       | LINEAR                                                 |
| 26712 -            | 2001 FV180   | 20 tháng 3 năm 2001  | Anderson Mesa | LONEOS                                                 |
| 26713 -            | 2001 GR      | 13 tháng 4 năm 2001  | Desert Beaver | W. K. Y. Yeung                                         |
| 26714 -            | 2001 GL1     | 13 tháng 4 năm 2001  | Socorro       | LINEAR                                                 |
| 26715 South Dakota | 2001 HJ      | 16 tháng 4 năm 2001  | Badlands      | R. Dyvig                                               |
| 26716 -            | 2001 HZ3     | 18 tháng 4 năm 2001  | Reedy Creek   | J. Broughton                                           |
| 26717 Jasonye      | 2001 HL5     | 18 tháng 4 năm 2001  | Socorro       | LINEAR                                                 |
| 26718 -            | 2001 HP5     | 18 tháng 4 năm 2001  | Socorro       | LINEAR                                                 |
| 26719 -            | 2001 HQ5     | 18 tháng 4 năm 2001  | Socorro       | LINEAR                                                 |
| 26720 Yangxinyan   | 2001 HB6     | 18 tháng 4 năm 2001  | Socorro       | LINEAR                                                 |
| 26721 -            | 2001 HG6     | 18 tháng 4 năm 2001  | Socorro       | LINEAR                                                 |
| 26722 -            | 2001 HK7     | 21 tháng 4 năm 2001  | Socorro       | LINEAR                                                 |
| 26723 -            | 2001 HE8     | 18 tháng 4 năm 2001  | Kitt Peak     | Spacewatch                                             |
| 26724 -            | 2001 HU8     | 16 tháng 4 năm 2001  | Socorro       | LINEAR                                                 |
| 26725 -            | 2001 HH9     | 16 tháng 4 năm 2001  | Socorro       | LINEAR                                                 |
| 26726 -            | 2001 HD10    | 16 tháng 4 năm 2001  | Socorro       | LINEAR                                                 |
| 26727 Wujunjun     | 2001 HK10    | 16 tháng 4 năm 2001  | Socorro       | LINEAR                                                 |
| 26728 Luwenqi      | 2001 HM10    | 16 tháng 4 năm 2001  | Socorro       | LINEAR                                                 |
| 26729 -            | 2001 HE12    | 18 tháng 4 năm 2001  | Socorro       | LINEAR                                                 |
| 26730 -            | 2001 HJ13    | 18 tháng 4 năm 2001  | Socorro       | LINEAR                                                 |
| 26731 -            | 2001 HE14    | 23 tháng 4 năm 2001  | Reedy Creek   | J. Broughton                                           |
| 26732 -            | 2001 HB16    | 22 tháng 4 năm 2001  | Desert Beaver | W. K. Y. Yeung                                         |
| 26733 Nanavisitor  | 2001 HC16    | 22 tháng 4 năm 2001  | Desert Beaver | W. K. Y. Yeung                                         |
| 26734 Terryfarrell | 2001 HG16    | 23 tháng 4 năm 2001  | Desert Beaver | W. K. Y. Yeung                                         |
| 26735 -            | 2001 HL27    | 27 tháng 4 năm 2001  | Socorro       | LINEAR                                                 |
| 26736 Rojeski      | 2001 HM27    | 27 tháng 4 năm 2001  | Socorro       | LINEAR                                                 |
| 26737 Adambradley  | 2001 HQ28    | 27 tháng 4 năm 2001  | Socorro       | LINEAR                                                 |
| 26738 -            | 2001 HB32    | 28 tháng 4 năm 2001  | Desert Beaver | W. K. Y. Yeung                                         |
| 26739 Hemaeberhart | 2001 HV32    | 23 tháng 4 năm 2001  | Socorro       | LINEAR                                                 |
| 26740 Camacho      | 2001 HN34    | 27 tháng 4 năm 2001  | Socorro       | LINEAR                                                 |
| 26741 -            | 2001 HZ35    | 29 tháng 4 năm 2001  | Socorro       | LINEAR                                                 |
| 26742 -            | 2001 HW36    | 29 tháng 4 năm 2001  | Socorro       | LINEAR                                                 |
| 26743 -            | 2001 HE38    | 30 tháng 4 năm 2001  | Desert Beaver | W. K. Y. Yeung                                         |
| 26744 -            | 2001 HF43    | 16 tháng 4 năm 2001  | Anderson Mesa | LONEOS                                                 |
| 26745 -            | 2001 HV45    | 17 tháng 4 năm 2001  | Anderson Mesa | LONEOS                                                 |
| 26746 -            | 2001 HW46    | 18 tháng 4 năm 2001  | Socorro       | LINEAR                                                 |
| 26747 -            | 2001 HC47    | 18 tháng 4 năm 2001  | Socorro       | LINEAR                                                 |
| 26748 -            | 2001 HP50    | 23 tháng 4 năm 2001  | Anderson Mesa | LONEOS                                                 |
| 26749 -            | 2001 HT52    | 23 tháng 4 năm 2001  | Socorro       | LINEAR                                                 |
| 26750 -            | 2001 HJ55    | 24 tháng 4 năm 2001  | Socorro       | LINEAR                                                 |
| 26751 -            | 2001 HP64    | 27 tháng 4 năm 2001  | Haleakala     | NEAT                                                   |
| 26752 -            | 2001 HU65    | 30 tháng 4 năm 2001  | Socorro       | LINEAR                                                 |
| 26753 -            | 2001 HM66    | 24 tháng 4 năm 2001  | Socorro       | LINEAR                                                 |
| 26754 -            | 2001 JL4     | 15 tháng 5 năm 2001  | Palomar       | NEAT                                                   |
| 26755 -            | 2001 KT6     | 17 tháng 5 năm 2001  | Socorro       | LINEAR                                                 |
| 26756 -            | 2001 KW7     | 18 tháng 5 năm 2001  | Socorro       | LINEAR                                                 |
| 26757 Bastei       | 2001 KU17    | 20 tháng 5 năm 2001  | Drebach       | Drebach                                                |
| 26758 -            | 2001 KV19    | 22 tháng 5 năm 2001  | Socorro       | LINEAR                                                 |
| 26759 -            | 2001 KS22    | 17 tháng 5 năm 2001  | Socorro       | LINEAR                                                 |
| 26760 -            | 2001 KP41    | 23 tháng 5 năm 2001  | Socorro       | LINEAR                                                 |
| 26761 Stromboli    | 2033 P-L     | 24 tháng 9 năm 1960  | Palomar       | C. J. van Houten, I. van Houten-Groeneveld, T. Gehrels |
| 26762 -            | 2564 P-L     | 24 tháng 9 năm 1960  | Palomar       | C. J. van Houten, I. van Houten-Groeneveld, T. Gehrels |
| 26763 Peirithoos   | 2706 P-L     | 24 tháng 9 năm 1960  | Palomar       | C. J. van Houten, I. van Houten-Groeneveld, T. Gehrels |
| 26764 -            | 2800 P-L     | 24 tháng 9 năm 1960  | Palomar       | C. J. van Houten, I. van Houten-Groeneveld, T. Gehrels |
| 26765 -            | 3038 P-L     | 24 tháng 9 năm 1960  | Palomar       | C. J. van Houten, I. van Houten-Groeneveld, T. Gehrels |
| 26766 -            | 3052 P-L     | 24 tháng 9 năm 1960  | Palomar       | C. J. van Houten, I. van Houten-Groeneveld, T. Gehrels |
| 26767 -            | 4084 P-L     | 24 tháng 9 năm 1960  | Palomar       | C. J. van Houten, I. van Houten-Groeneveld, T. Gehrels |
| 26768 -            | 4608 P-L     | 24 tháng 9 năm 1960  | Palomar       | C. J. van Houten, I. van Houten-Groeneveld, T. Gehrels |
| 26769 -            | 4658 P-L     | 24 tháng 9 năm 1960  | Palomar       | C. J. van Houten, I. van Houten-Groeneveld, T. Gehrels |
| 26770 -            | 4734 P-L     | 24 tháng 9 năm 1960  | Palomar       | C. J. van Houten, I. van Houten-Groeneveld, T. Gehrels |
| 26771 -            | 4846 P-L     | 24 tháng 9 năm 1960  | Palomar       | C. J. van Houten, I. van Houten-Groeneveld, T. Gehrels |
| 26772 -            | 6033 P-L     | 24 tháng 9 năm 1960  | Palomar       | C. J. van Houten, I. van Houten-Groeneveld, T. Gehrels |
| 26773 -            | 3254 T-1     | 26 tháng 3 năm 1971  | Palomar       | C. J. van Houten, I. van Houten-Groeneveld, T. Gehrels |
| 26774 -            | 4189 T-1     | 26 tháng 3 năm 1971  | Palomar       | C. J. van Houten, I. van Houten-Groeneveld, T. Gehrels |
| 26775 -            | 4205 T-1     | 26 tháng 3 năm 1971  | Palomar       | C. J. van Houten, I. van Houten-Groeneveld, T. Gehrels |
| 26776 -            | 4236 T-1     | 26 tháng 3 năm 1971  | Palomar       | C. J. van Houten, I. van Houten-Groeneveld, T. Gehrels |
| 26777 -            | 1225 T-2     | 29 tháng 9 năm 1973  | Palomar       | C. J. van Houten, I. van Houten-Groeneveld, T. Gehrels |
| 26778 -            | 1354 T-2     | 29 tháng 9 năm 1973  | Palomar       | C. J. van Houten, I. van Houten-Groeneveld, T. Gehrels |
| 26779 -            | 2191 T-2     | 29 tháng 9 năm 1973  | Palomar       | C. J. van Houten, I. van Houten-Groeneveld, T. Gehrels |
| 26780 -            | 2313 T-2     | 29 tháng 9 năm 1973  | Palomar       | C. J. van Houten, I. van Houten-Groeneveld, T. Gehrels |
| 26781 -            | 3182 T-2     | 30 tháng 9 năm 1973  | Palomar       | C. J. van Houten, I. van Houten-Groeneveld, T. Gehrels |
| 26782 -            | 4174 T-2     | 29 tháng 9 năm 1973  | Palomar       | C. J. van Houten, I. van Houten-Groeneveld, T. Gehrels |
| 26783 -            | 1085 T-3     | 17 tháng 10 năm 1977 | Palomar       | C. J. van Houten, I. van Houten-Groeneveld, T. Gehrels |
| 26784 -            | 2103 T-3     | 16 tháng 10 năm 1977 | Palomar       | C. J. van Houten, I. van Houten-Groeneveld, T. Gehrels |
| 26785 -            | 2496 T-3     | 16 tháng 10 năm 1977 | Palomar       | C. J. van Houten, I. van Houten-Groeneveld, T. Gehrels |
| 26786 -            | 3382 T-3     | 16 tháng 10 năm 1977 | Palomar       | C. J. van Houten, I. van Houten-Groeneveld, T. Gehrels |
| 26787 -            | 4265 T-3     | 16 tháng 10 năm 1977 | Palomar       | C. J. van Houten, I. van Houten-Groeneveld, T. Gehrels |
| 26788 -            | 4321 T-3     | 16 tháng 10 năm 1977 | Palomar       | C. J. van Houten, I. van Houten-Groeneveld, T. Gehrels |
| 26789 -            | 5092 T-3     | 16 tháng 10 năm 1977 | Palomar       | C. J. van Houten, I. van Houten-Groeneveld, T. Gehrels |
| 26790 -            | 5235 T-3     | 17 tháng 10 năm 1977 | Palomar       | C. J. van Houten, I. van Houten-Groeneveld, T. Gehrels |
| 26791 -            | 5282 T-3     | 17 tháng 10 năm 1977 | Palomar       | C. J. van Houten, I. van Houten-Groeneveld, T. Gehrels |
| 26792 -            | 1975 LY      | 8 tháng 6 năm 1975   | El Leoncito   | M. R. Cesco                                            |
| 26793 Bolshoi      | 1977 AC2     | 13 tháng 1 năm 1977  | Nauchnij      | N. S. Chernykh                                         |
| 26794 -            | 1977 DG3     | 18 tháng 2 năm 1977  | Kiso          | H. Kosai, K. Hurukawa                                  |
| 26795 -            | 1978 SD8     | 16 tháng 9 năm 1978  | Nauchnij      | L. V. Zhuravleva                                       |
| 26796 -            | 1978 VO6     | 7 tháng 11 năm 1978  | Palomar       | E. F. Helin, S. J. Bus                                 |
| 26797 -            | 1978 VS8     | 7 tháng 11 năm 1978  | Palomar       | E. F. Helin, S. J. Bus                                 |
| 26798 -            | 1979 QG2     | 22 tháng 8 năm 1979  | La Silla      | C.-I. Lagerkvist                                       |
| 26799              | 1979 XL      | 15 tháng 12 năm 1979 | La Silla      | H. Debehogne, E. R. Netto                              |
| 26800              | 1981 EK1     | 6 tháng 3 năm 1981   | La Silla      | H. Debehogne, G. DeSanctis                             |